# Cuscuta sharmanum
Cuscuta sharmanum är en vindeväxtart som beskrevs av Susil Kumar Mukerjee och J.K. Bhattacharyya. Cuscuta sharmanum ingår i släktet snärjor, och familjen vindeväxter. Inga underarter finns listade i Catalogue of Life.